# 1992 год в науке
В 1992 году были различные научные и технологические события, некоторые из которых представлены ниже. 1992 год был объявлен Организацией Объединённых Наций Международным годом космоса.

## События
- 17 марта на корабле «Союз ТМ-14» стартовали космонавты Александр Степанович Викторенко, Александр Юрьевич Калери  (Россия), Клаус-Дитрих Фладе  (Германия). Первый полёт под флагом России. Калери — первый космонавт России.
- 7 мая на новом корабле Индевор STS-49 стартовали астронавты Дэниел Бранденстайн, Кевин Чилтон, Ричард Хиб, Брюс Мелник, Пьер Туот, Кэтрин Торнтон, Томас Эйкерс  (США). 47-й полёт шаттла. 1-й полёт нового шаттла — «Индевор».
- 27 июля на корабле «Союз ТМ-15» стартовали космонавты Анатолий Яковлевич Соловьёв, Сергей Васильевич Авдеев  (Россия), Мишель Тонини  (Франция).
- 11 сентября — в Пасадене (штат Калифорния), на выставке «World Of Commodore» прошла презентация Amiga 4000, первого компьютера на базе чипсета AGA.
- Принят свод международных стандартов ISO 31, касающийся физических величин, единиц их измерения, их взаимосвязей и представления.

## Достижения человечества

### Открытия
Японский астроном Masahiro Koishikawa  открыл новый астероид 5751 Zao.

### Новые виды животных
- Животные, описанные в 1992 году

## Награды
- Нобелевская премия
  - Физика — Жорж Шарпак — «За открытие и создание детектеров частиц, в частности многопроволочной пропорциональной камеры».
  - Химия — Рудольф Маркус — «За вклад в теорию реакций переноса электрона в химических системах».
  - Медицина и физиология — Эдмонд Фишер, Эдвин Кребс — «За открытия, касающиеся обратимой белковой фосфориляции как механизма биологической регуляции».
  - Экономика — Гэри Беккер — «За исследования широкого круга проблем человеческого поведения и реагирования, не ограничивающегося только рыночным поведением».

- Премия Бальцана
  - Математика: Арман Борель (Швейцария — США).
  - Профилактическая медицина: Ибрагим Самба (Гамбия).
  - История литературы и литературная критика: Джованни Маккья (Италия).

- Премия Тьюринга
  - Батлер Лэмпсон — «За вклад в разработку распределённых, персональных вычислительных сред и технологию их реализации: рабочие станции, сети, операционные системы, программные системы, дисплеи, безопасность и обмен документами».

- Медаль Дарвина:
  - Мотоо Кимура

- Международная премия по биологии
  - Кнут Шмидт-Нильсен — сравнительная физиология и биохимия.

- Медаль Левенгука
  - Карл Вёзе (США)

## Скончались
- 6 апреля — Азимов, Айзек, американский писатель-фантаст российского происхождения, популяризатор науки, по профессии биохимик.
- 15 июня — Лев Гумилёв, советский и российский учёный, историк-этнолог, доктор исторических и географических наук, поэт.
- 27 декабря — Григорий Алексеевич Каблучко, украинский и советский учёный, основатель научной школы современного украинского садоводства.